# John Apple Jack
John Apple Jack ist eine kanadische romantische Komödie aus dem Jahr 2013, die von Monika Mitchell inszeniert wurde. Das Drehbuch stammt von Rick Tae, der auch eine der Hauptrollen spielt. Der Film behandelt Themen wie Liebe, Familie und die Akzeptanz der eigenen Sexualität.

## Handlung
John Jardine ist ein wohlhabender und erfolgreicher Erbe eines großen Hotelimperiums. Trotz seines privilegierten Lebensstils fehlt es ihm an echter Liebe und Zufriedenheit. John ist ein typischer Casanova, der seine Nächte mit wechselnden Liebhabern verbringt, jedoch nie eine ernsthafte Beziehung eingeht.
Sein Leben nimmt eine unerwartete Wendung, als er erfährt, dass sein langjähriger Jugendfreund Jack Gale plant, den langjährigen Koch seines Familienrestaurants zu heiraten. Diese Nachricht zwingt John, seine eigenen Gefühle für Jack zu hinterfragen, die er jahrelang unterdrückt hat. 
Als John realisiert, dass er Jack mehr als nur freundschaftlich liebt, beginnt eine humorvolle und turbulente Reise, um Jack zurückzugewinnen und ihm seine wahren Gefühle zu gestehen. Dabei muss er sich nicht nur seiner Familie, sondern auch seinen eigenen Unsicherheiten und Vorurteilen stellen.

## Produktion
John Apple Jack wurde von Selena Paskalidis und Rick Tae produziert. Der Film wurde in Vancouver, Kanada, gedreht und zeigt viele der malerischen Schauplätze der Stadt. Das Drehbuch von Rick Tae basiert teilweise auf seinen eigenen Erfahrungen und Erlebnissen. Monika Mitchell, die Regisseurin des Films, brachte ihre langjährige Erfahrung im Bereich der romantischen Komödien in die Produktion ein.

## Veröffentlichung
Der Film feierte seine Premiere auf dem Vancouver Asian Film Festival im November 2013 und erhielt positive Kritiken für seine humorvolle und zugleich berührende Darstellung von Liebe und Selbstfindung. Anschließend wurde John Apple Jack auf verschiedenen Filmfestivals weltweit gezeigt und fand Anerkennung sowohl in der LGBT-Community als auch beim breiten Publikum.

## Rezeption
John Apple Jack wurde von Kritikern für seine charmante und ehrliche Darstellung der Charaktere gelobt. Besonders hervorgehoben wurden die schauspielerischen Leistungen von Chris McNally und Kent S. Leung sowie das einfühlsame Drehbuch von Rick Tae. Der Film wird oft für seine gelungene Mischung aus Humor und emotionaler Tiefe geschätzt.

## Auszeichnungen
Der Film gewann mehrere Preise auf internationalen Filmfestivals, darunter den Publikumspreis für die beste romantische Komödie beim Vancouver Queer Film Festival.